# Morus Tamás portréja
Morus Tamás portréja Hans Holbein festménye, amely a New York-i Frick Collection gyűjteményének része.

## Keletkezése
Hans Holbein 1525-ben, Rotterdami Erasmus ajánlólevelével érkezett Londonba. A levél segítségével sikerült Morus Tamás környezetébe kerülnie, és nemsokára a közelében élt Chelsea-ben. Morus Tamás, a humanista tudós és államférfi csodálatos művésznek nevezte a festőt Erasmusnak küldött levelében. A kép keletkezésének idején, 1526-ban Morus Tamás több mint tíz éve szolgálta VIII. Henrik angol királyt tanácsadóként. A nyakában futó, S alakú kapcsokból összeállított aranylánc a királyi szolgálat emblémája. Morus a Windsori kastélyban állt modellt Hans Holbeinnek. A vázlatok fennmaradtak, ebből tudható, hogy a művész végül több nagyobb változtatást is eszközölt a rajzokhoz képest a festményen.
A festmény 1527-ben készült. Ezután nem tudni pontosan, hogy hova került, a művészettörténészek úgy gondolják, a 16. század végére tulajdonosa elvitte Angliából. A korai 17. századból fennmaradt egy másolata, ez valahol Közép-Európában vagy Észak-Olaszországban készült. 1631-ben Arthur Hopton angol diplomata az írta Arundel grófjának, hogy a kép Pier Paolo Crescenzi bíboros római gyűjteményének része. A főpap talán a francia bíboros, Matthieu Cointerel kollekciójából jutott a képhez, aki 1585-ös halálakor birtokolt egy festményt Morus Tamásról. Cointerel Crescenzi bíboros apjára, Virgilio Cesarinire hagyta vagyonát.
A Crescenzi család a 18. század közepéig volt a festmény tulajdonosa. Utolsó tagja Violante Crescenzi volt, aki Marcantonio Bonellihez ment feleségül, a festmény tőle fiához, Camillo Bonellihez került. Ezután a kép egy Farrer nevű műkereskedő révén visszatért Angliába. 1864-ben a bankár Huth család gyűjteményének része volt. 1896-ban hiába próbálta megvásárolni a bostoni gyűjtő, Isabella Stewart Gardner. Egy évvel később Bernard Berenson művészettörténész arra kérte, hogy próbálkozzon újra: „könyörögjön, kérje kölcsön, lopja el, tegyen meg bármit, de ne hagyja veszni ezt a lehetőséget”. Gardner végül két másik Holbein-képet vett.
1912. januárban a New York-i Henry Clay Frick vásárolta meg a festményt Edward Huth-tól 55 ezer fontért. Az ügyletet Roger Fry kritikus javasolta neki. Frick megvette Holbein  Thomas Cromwellről festett képét is, így a két egykori politikai ellenfél portréja ugyanarra a falra került a keleti 70. utca 1. szám alatt, a Frick család új otthonában.